# 黃偉信
黃偉信（英語：Wilson Wong），香港新方向執委，土木工程師，曾參選2021年立法會選舉工程界功能界別，挑戰現任香港經濟民生聯盟主席盧偉國。未來都會願景創辦人、傑出青年工程師得獎者、香港工程師學會—運輸及物流分部委員、倫敦帝國學院運輸及管理碩士。畢業早年於港鐵任職，現職國際工程顧問公司，專責多項大型發展項目。

## 外部連結
- 黃偉信的Facebook專頁